# Hudson Ridge
Hudson Ridge (in lingua inglese: Dorsale di Hudson) è una stretta dorsale montuosa, lunga 9 km, situata 7 km a nord dell'Heiser Ridge, nel Neptune Range, che fa parte dei Monti Pensacola in Antartide. 
La dorsale è stata mappata dallo United States Geological Survey (USGS) sulla base di rilevazioni e foto aeree scattate dalla U.S. Navy nel periodo 1956-66.
La denominazione è stata assegnata dall'Advisory Committee on Antarctic Names (US-ACAN) in onore di Peter M. Hudson, meccanico dell'aviazione, in servizio presso la Stazione Ellsworth durante l'inverno del 1958.